# Euagathis paraminuta
Euagathis paraminuta är en stekelart som beskrevs av Simbolotti och Van Achterberg 1990. Euagathis paraminuta ingår i släktet Euagathis och familjen bracksteklar. Inga underarter finns listade i Catalogue of Life.